# Вашингтонская декларация
Вашингтонская декларация (полное название — Декларация независимости чехословацкого народа временного правительства Чехословакии) (чеш. Washingtonská deklarace (Prohlášení nezávislosti československého národa jeho prozatímní vládou československou), словац. Washingtonská deklarácia (Prehlásenie nezávislosti československého národa dočasnou vládou československou)) — декларация лидеров чехов и словаков в изгнании, написанная Томашем Гарригом Масариком 13 — 16 октября 1918 года в Вашингтоне и впервые опубликованная 18 октября 1918 года в Париже. Декларация провозгласила независимость Чехо-Словацкого государства.
Вашингтонская декларация отвергла возможность федерального переустройства Австро-Венгрии и провозгласила самостоятельность Чехо-Словацкого государства, основными принципами которого были объявлены идеалы современной демократии. Декларация объявила что вновь созданное государство будет республикой, гарантирующей полную свободу совести, веры, слова, печати и собраний, а также право на подачу петиций. Религия отделялась от государства. Декларация гарантировала равное избирательное право для обоих полов, пропорциональное представительство меньшинств в управлении государством, определила принципы парламентской демократии, замены постоянной армии милицией и объявила план по проведению широкой социальной и экономической реформы, включая отмену дворянских титулов.
В декларации использовался термин «чехословацкий народ», чем она отличалась от предыдущих кливлендского и питтсбургского соглашений, в которых писалось о двух народах, чехах и словаках.
Декларацию подписали:
- Томаш Гарриг Масарик — как премьер-министр и министр финансов;
- Милан Ростислав Штефаник — как министр национальной обороны;
- Эдвард Бенеш — как министр иностранных и внутренних дел.

Одновременно с публикацией Вашингтонской декларации министр иностранных дел Австро-Венгрии Юлиус Андраши, направил президенту Соединенных Штатов Вудро Вильсону ноту (нота Андраши), которая заявляла о готовности его страны принять условия мира с США и соглашалась с признанием прав чехословаков и югославов. Австро-Венгерский император Карл I издал в тот же день манифест «Моим верным австрийским народам», предлагавший сохранить целостность Австро-Венгрии и предложивший федеративное устройство будущей Австрии. В то время, однако, империя была уже на грани распада.